# 8498 Ufa
8498 Ufa è un asteroide della fascia principale. Scoperto nel 1990, presenta un'orbita caratterizzata da un semiasse maggiore pari a 2,9967477 UA e da un'eccentricità di 0,1160265, inclinata di 10,25639° rispetto all'eclittica.